# Gaoussou Koné
Gaoussou Koné (ur. 28 kwietnia 1944 w Korhogo) – iworyjski lekkoatleta, sprinter, trzykrotny uczestnik igrzysk olimpijskich (1964, 1968, 1972), złoty medalista uniwersjady (1967), dwukrotny złoty medalista igrzysk afrykańskich (1965).
Trzykrotnie uczestniczył w letnich igrzyskach olimpijskich. Podczas igrzysk w Tokio w 1964 roku, podczas których Wybrzeże Kości Słoniowej odnotowało swój debiut olimpijski, Koné jako jedyny Iworyjczyk zakwalifikował się do finału olimpijskiego w swojej konkurencji, ostatecznie zajmując szóste miejsce w biegu na 100 m. Cztery lata później na igrzyskach w Meksyku wziął udział w dwóch konkurencjach – w biegu na 100 m zajął piąte miejsce w biegu półinałowym, a w sztafecie 4 × 100 m iworyjski zespół, w którym poza Koné wystartowali Atta Kouakou, Kouami N'Dri i Boy Akba Diby, zajął siódme miejsce w półfinale. Podczas igrzysk w Monachium w 1972 roku Koné wystąpił tylko w rywalizacji sztafet 4 × 100 m, w której sztafeta z Wybrzeża Kości Słoniowej (wraz z Koné wystąpili w niej Kouakou Komenan, Amadou Meïté i Kouami N'Dri) zajęła piąte miejsce w rundzie eliminacyjnej i nie awansowała do dalszego etapu rywalizacji.
W 1965 roku zdobył dwa złote medale igrzysk afrykańskich w Brazzaville. Triumfował w biegach na 100 i 200 m. Osiem lat później otrzymał trzeci w karierze medal igrzysk afrykańskich, tym razem na igrzyskach rozgrywanych w Lagos wywalczył brązowy medal w sztafecie 4 × 100 m.
W 1967 roku w Tokio zdobył złoty medal letniej uniwersjady w biegu na 100 m.
Jego rekordami życiowymi były wyniki: 10,21 s na dystansie 100 m osiągnięte w 1967 roku oraz 21,1 s na dystansie 200 m uzyskane w 1965 roku.